# مایکل براندون
مایکل براندون (انگلیسی: Michael Brandon؛ زادهٔ ۲۰ آوریل ۱۹۴۵) بازیگر اهل ایالات متحده آمریکا است. وی از سال ۱۹۶۹ میلادی تاکنون مشغول فعالیت بوده‌است.
از فیلم‌های معروف او می‌توان به بازی در فیلم جنیفر در ذهن من، چهار مگس روی مخمل خاکستری، افسانه‌های واهی، محاکمه و مجازات، تغيير فصل و ثروتمند و مشهور اشاره کرد.